# Noel Murambi
Noel Murambi (ur. 29 stycznia 1989) – kenijska siatkarka, reprezentantka kraju. Obecnie występuje w drużynie Kenya Commercial Bank.